# Internazionali d'Italia 2018
Gli Internazionali d'Italia 2018 sono stati un torneo di tennis giocato su campi in terra rossa. Si tratta della 75ª edizione degli Internazionali d'Italia, classificati come ATP Tour Masters 1000 nell'ambito dell'ATP World Tour 2018 e come WTA Premier 5 nel WTA Tour 2018. Tutti gli incontri si sono giocati al Foro Italico, a Roma, in Italia, dal 13 al 20 maggio 2018.

## Partecipanti ATP

### Teste di serie
| Nazione     | Giocatore             | Ranking* | Testa di serie** |
| ----------- | --------------------- | -------- | ---------------- |
| Spagna      | Rafael Nadal          | 2        | 1                |
| Germania    | Alexander Zverev      | 3        | 2                |
| Bulgaria    | Grigor Dimitrov       | 4        | 3                |
| Croazia     | Marin Čilić           | 5        | 4                |
| Argentina   | Juan Martín del Potro | 6        | 5                |
| Austria     | Dominic Thiem         | 8        | 6                |
| Sudafrica   | Kevin Anderson        | 7        | 7                |
| Stati Uniti | John Isner            | 9        | 8                |
| Belgio      | David Goffin          | 10       | 9                |
| Spagna      | Pablo Carreño Busta   | 11       | 10               |
| Serbia      | Novak Đoković         | 18       | 11               |
| Stati Uniti | Sam Querrey           | 12       | 12               |
| Stati Uniti | Jack Sock             | 14       | 13               |
| Argentina   | Diego Schwartzman     | 15       | 14               |
| Rep. Ceca   | Tomáš Berdych         | 17       | 15               |
| Francia     | Lucas Pouille         | 16       | 16               |

* Ranking al 14 maggio 2018.

** Teste di serie in base al ranking del 7 maggio 2018.

### Altri partecipanti
I seguenti giocatori hanno ricevuto una wild card per il tabellone principale:
- Matteo Berrettini
- Marco Cecchinato
- Andreas Seppi
- Lorenzo Sonego

I seguenti giocatori sono passati dalle qualificazioni:

- Filippo Baldi
- Nikoloz Basilašvili
- Federico Delbonis
- Nicolás Jarry
- Malek Jaziri
- Frances Tiafoe
- Stefanos Tsitsipas

### Ritiri
Prima del torneo
- Roberto Bautista Agut → sostituito da  Steve Johnson
- Chung Hyeon → sostituito da  Aleksandr Dolhopolov
- Roger Federer → sostituito da  Denis Shapovalov
- Filip Krajinović → sostituito da  Aljaž Bedene
- Nick Kyrgios → sostituito da  Ryan Harrison
- Andy Murray → sostituito da  Leonardo Mayer
- Milos Raonic → sostituito da  Peter Gojowczyk
- Andrej Rublëv → sostituito da  Daniil Medvedev
- Jo-Wilfried Tsonga → sostituito da  Benoît Paire

Durante il torneo
- Kevin Anderson
- Borna Ćorić
- Juan Martín del Potro

## Partecipanti WTA

### Teste di serie
| Nazione     | Giocatrice           | Ranking* | Testa di serie |
| ----------- | -------------------- | -------- | -------------- |
| Romania     | Simona Halep         | 1        | 1              |
| Danimarca   | Caroline Wozniacki   | 2        | 2              |
| Spagna      | Garbiñe Muguruza     | 3        | 3              |
| Ucraina     | Elina Svitolina      | 4        | 4              |
| Lettonia    | Jeļena Ostapenko     | 5        | 5              |
| Rep. Ceca   | Karolína Plíšková    | 6        | 6              |
| Francia     | Caroline Garcia      | 7        | 7              |
| Stati Uniti | Venus Williams       | 8        | 8              |
| Stati Uniti | Sloane Stephens      | 9        | 9              |
| Rep. Ceca   | Petra Kvitová        | 10       | 10             |
| Germania    | Angelique Kerber     | 11       | 11             |
| Stati Uniti | Coco Vandeweghe      | 13       | 12             |
| Stati Uniti | Madison Keys         | 14       | 13             |
| Russia      | Dar'ja Kasatkina     | 15       | 14             |
| Lettonia    | Anastasija Sevastova | 17       | 15             |
| Australia   | Ashleigh Barty       | 18       | 16             |
| Slovacchia  | Magdaléna Rybáriková | 19       | 17             |

* Ranking al 7 maggio 2018.

### Altre partecipanti
Le seguenti giocatrici hanno ricevuto una wild card per il tabellone principale:
- Sara Errani
- Camilla Rosatello
- Francesca Schiavone
- Samantha Stosur
- Roberta Vinci

Le seguenti giocatrici hanno avuto accesso al tabellone principale grazie al ranking protetto:
- Viktoryja Azaranka
- Laura Siegemund

Le seguenti giocatrici sono passate dalle qualificazioni:

- Danielle Collins
- Polona Hercog
- Hsieh Su-wei
- Kaia Kanepi
- Ajla Tomljanović
- Alison Van Uytvanck
- Donna Vekić
- Natal'ja Vichljanceva

Le seguenti giocatrici sono entrate in tabellone come lucky loser:
- Zarina Dijas
- Aleksandra Krunić
- Aryna Sabalenka

### Ritiri
Prima del torneo
- Alizé Cornet → sostituita da  Elena Vesnina
- Julia Görges → sostituita da  Tímea Babos
- Petra Kvitová → sostituita da  Aleksandra Krunić
- Ekaterina Makarova → sostituita da  Aryna Sabalenka
- Elise Mertens → sostituita da  Maria Sakkarī
- Serena Williams → sostituita da  Zarina Dijas

Durante il torneo
- Madison Keys
- Kristina Mladenovic

## Punti e montepremi
Il montepremi è di € 4.872.105 per il torneo ATP e $ 2.703.000 per il torneo WTA.
| Torneo              | Torneo              | V       | F       | SF      | QF      | 3T     | 2T     | 1T     | Q  | Q2    | Q1    |   |
| Singolare maschile  | Punti               | 1000    | 600     | 360     | 180     | 90     | 45     | 10     | 25 | 16    | 0     |   |
| Singolare maschile  | Premi in denaro (€) | 935.385 | 458.640 | 230.830 | 117.375 | 60.945 | 32.135 | 17.350 | 0  | 4.000 | 2.040 |   |
| Doppio maschile     | Punti               | 1000    | 600     | 360     | 180     | 90     | 0      | –      | –  | –     | –     |   |
| Doppio maschile     | Premi in denaro (€) | 289.670 | 141.820 | 71.130  | 35.510  | 18.870 | 9.960  | –      | –  | –     | –     |   |
| Singolare femminile | Punti               | 900     | 585     | 350     | 190     | 105    | 60     | 1      | 30 | 20    | 1     |   |
| Singolare femminile | Premi in denaro (€) | 507.100 | 253.425 | 126.590 | 58.313  | 28.910 | 14.840 | 7.627  | 0  | 4.245 | 2.184 |   |
| Doppio femminile    | Punti               | 900     | 585     | 350     | 190     | –      | 105    | 1      | –  | –     | –     | – |
| Doppio femminile    | Premi in denaro (€) | 145.167 | 73.322  | 36.293  | 18.269  | –      | 9.277  | 4.572  | –  | –     | –     | – |

## Campioni

### Singolare maschile
Rafael Nadal ha battuto in finale  Alexander Zverev con il punteggio di 6-1, 1-6, 6-3.
- È il settantottesimo titolo in carriera per Nadal, il terzo della stagione.

### Singolare femminile
Elina Svitolina ha battuto  Simona Halep con il punteggio di 6-0, 6-4.
- È il tredicesimo titolo in carriera per Svitolina, il terzo della stagione.

### Doppio maschile
Juan Sebastián Cabal /  Robert Farah hanno battuto in finale  Pablo Carreño Busta /  João Sousa con il punteggio di 3-6, 6-4, [10-4].

### Doppio femminile
Ashleigh Barty /  Demi Schuurs hanno battuto in finale  Andrea Sestini Hlaváčková /  Barbora Strýcová con il punteggio di 6-3, 6-4.